# JPR Williams
Pour les articles homonymes, voir Rhys, Williams, John Williams et JPR.

a Compétitions nationales et continentales officielles uniquement.

b Matchs officiels uniquement.
John Peter Rhys Williams plus connu sous le nom de JPR Williams, né le 2 mars 1949 à Bridgend et mort le 8 janvier 2024 à Cardiff, est un joueur gallois de rugby à XV sélectionné au poste d'arrière en équipe du pays de Galles.

## Biographie

### Une jeunesse partagée entre tennis et rugby
JPR Williams naît à Bridgend un 2 mars, le lendemain de la St David, le saint protecteur du peuple gallois. Sa mère, Margaret, une Anglaise originaire de Rochdale, est médecin généraliste, tout comme son père, Peter. Ils se sont rencontrés pendant la Seconde Guerre mondiale  alors qu'ils effectuaient leur service dans l'armée comme médecin et chirurgien. JPR Williams est l'aîné d'une fratrie de quatre garçons : ses jeunes frères se prénomment Phil, Chris et Mike. Encouragés et coachés par leur père, les quatre garçons passent le plus clair de leur temps libre à jouer au rugby à XV dans le jardin ou au tennis sur le court familial. Ces deux sports occupent une place privilégiée dans la famille Williams, à tel point que, par la suite, tous les quatre deviennent champions gallois junior de tennis et jouent dans l'équipe des moins de 15 ans du club de rugby de la ville, le Bridgend RFC. Mis à part Phil, victime d'un traumatisme crânien à l'âge de 16 ans qui l'empêche de pratiquer le rugby plus avant, les autres frères connaissent ensuite une carrière sénior dans le club. De tous, c'est JPR Williams qui connaît la plus belle carrière sportive que ce soit au tennis ou au rugby.

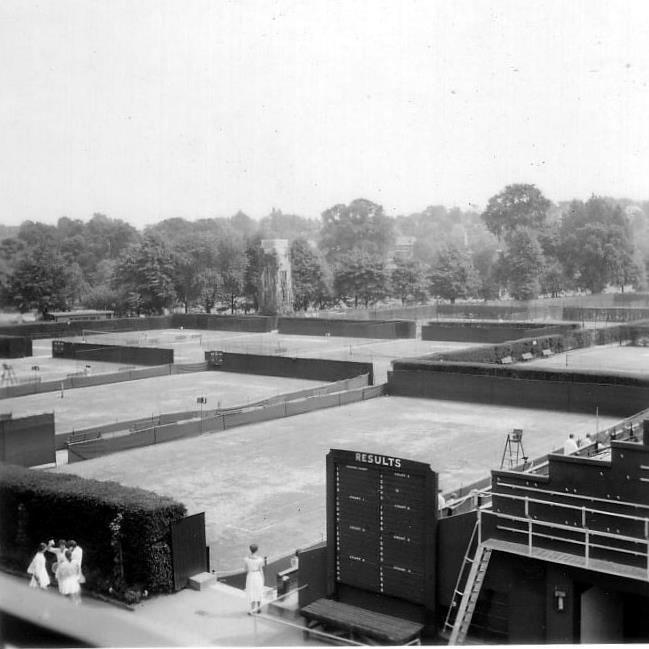
En 1966, JPR Williams remporte le British Junior Championships disputé sur le site de Wimbledon.

Il effectue ses premiers matchs de rugby à l'âge de 7 ans alors qu'il est à la Trelales Primary School de Laleston. Initialement positionné à l'ouverture, son instituteur, Billy Morgan, également joueur du Bridgend RFC, le convainc de jouer à l'arrière. À l'âge de 10 ans, ses parents l'envoient à la Bryntirion Preparatory School, une école privée qui lui permet de préparer dans les meilleures conditions son examen d'entrée à l'Epsom College, un lycée réputé pour la réussite de ses élèves se destinant à une carrière médicale. Mais, au bout de quelques mois, le jeune Williams se rend compte que cet établissement où très peu de place est laissée au sport n'est pas fait pour lui. Avec l'accord de ses parents, il le quitte donc pour rejoindre la Pontypridd Grammar School, une école publique locale. C'est à cette époque qu'il commence à jouer pour l'équipe des moins de 11 ans du Bridgend RFC, sous la direction de Illyd Williams, un joueur de rugby à XIII retraité. En 1961, alors âgé de 12 ans, il dispute son premier tournoi de tennis en double avec son père, le County of Carmathen Championships à Llanelli. L'année suivante, il remporte son premier tournoi en simple à Langland Bay près de Swansea et intègre à tout juste 13 ans l'équipe des moins de 15 ans du Bridgend RFC. En 1963, il devient champion gallois junior de tennis et obtient une place pour disputer le championnat britannique junior - British Junior Championships - organisé par la Lawn Tennis Association sur le site de Wimbledon. L'année suivante, il dispute régulièrement des tournois de tennis en dehors du pays de Galles et il est retenu dans l'équipe du pays de Galles de rugby à XV des moins de 15 ans. Il dispute son premier match sous le maillot gallois au stade de Twickenham contre l'équipe anglaise, rencontre qui se termine par la victoire des siens sur le score de 11 à 3. À l'été, il dispute son deuxième British Junior Championships et atteint les demi-finales où il est battu par David Lloyd. C'est contre ce dernier qu'il remporte ce même tournoi en 1966, le dominant en deux sets 6-4, 6-4. Il obtient également cette année-là, ses premières sélections en équipe du pays de Galles de rugby à XV des moins de 19 ans.

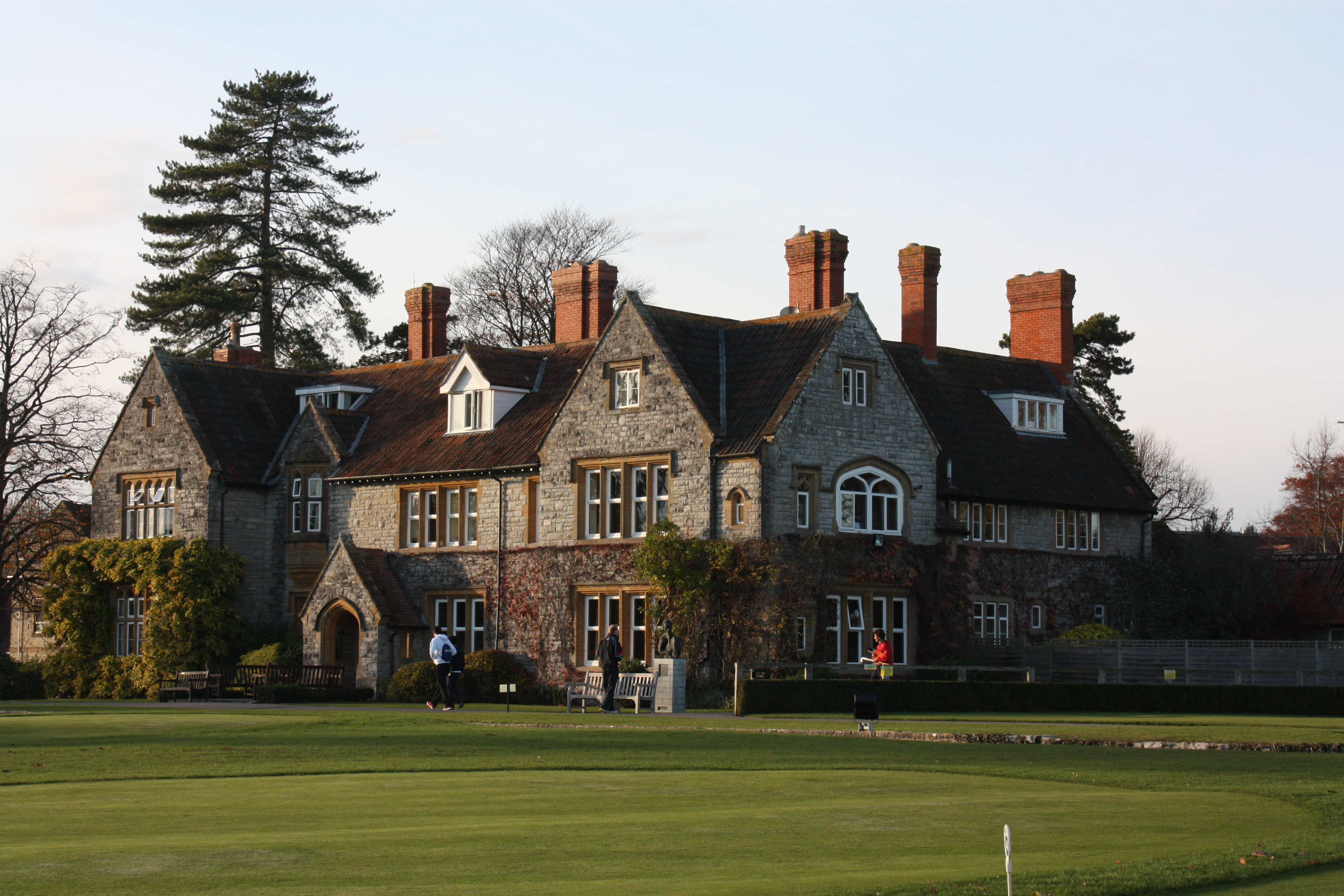
JPR Williams effectue sa dernière année de lycée à la Millfield School dans le Somerset.

En septembre, pour sa dernière année de lycée, il obtient une bourse pour étudier à la Millfield School dans le Somerset, un établissement réputé pour avoir formé de nombreux sportifs de haut niveau, notamment au rugby à XV, tel l'international gallois Gareth Edwards quelques années plus tôt,. C'est à cette période qu'il prend la décision de ne pas faire une carrière de joueur de tennis professionnel mais de s'orienter vers des études de médecine au St Mary's Hospital à Londres tout en continuant sa carrière de joueur de rugby à XV, un sport amateur qui lui laissera le temps nécessaire pour un véritable travail,. Il doit pour cela obtenir de bonnes notes à son A-level mais il passe l'été 1967 à jouer au tennis plutôt qu'à préparer l'examen, ce qui se traduit par des résultats très moyens à l'épreuve. Il intègre néanmoins l'université londonienne grâce à son curriculum vitæ de joueur de rugby. Dans les derniers mois précédant son départ pour Londres, il fait ses débuts avec l'équipe sénior de Bridgend et dispute quelques matchs mais sans réel avenir en raison de son départ programmé et de la présence de David Griffiths, le vice-capitaine du club, comme titulaire au poste d'arrière.

### Études de médecine et premières sélections en équipe nationale

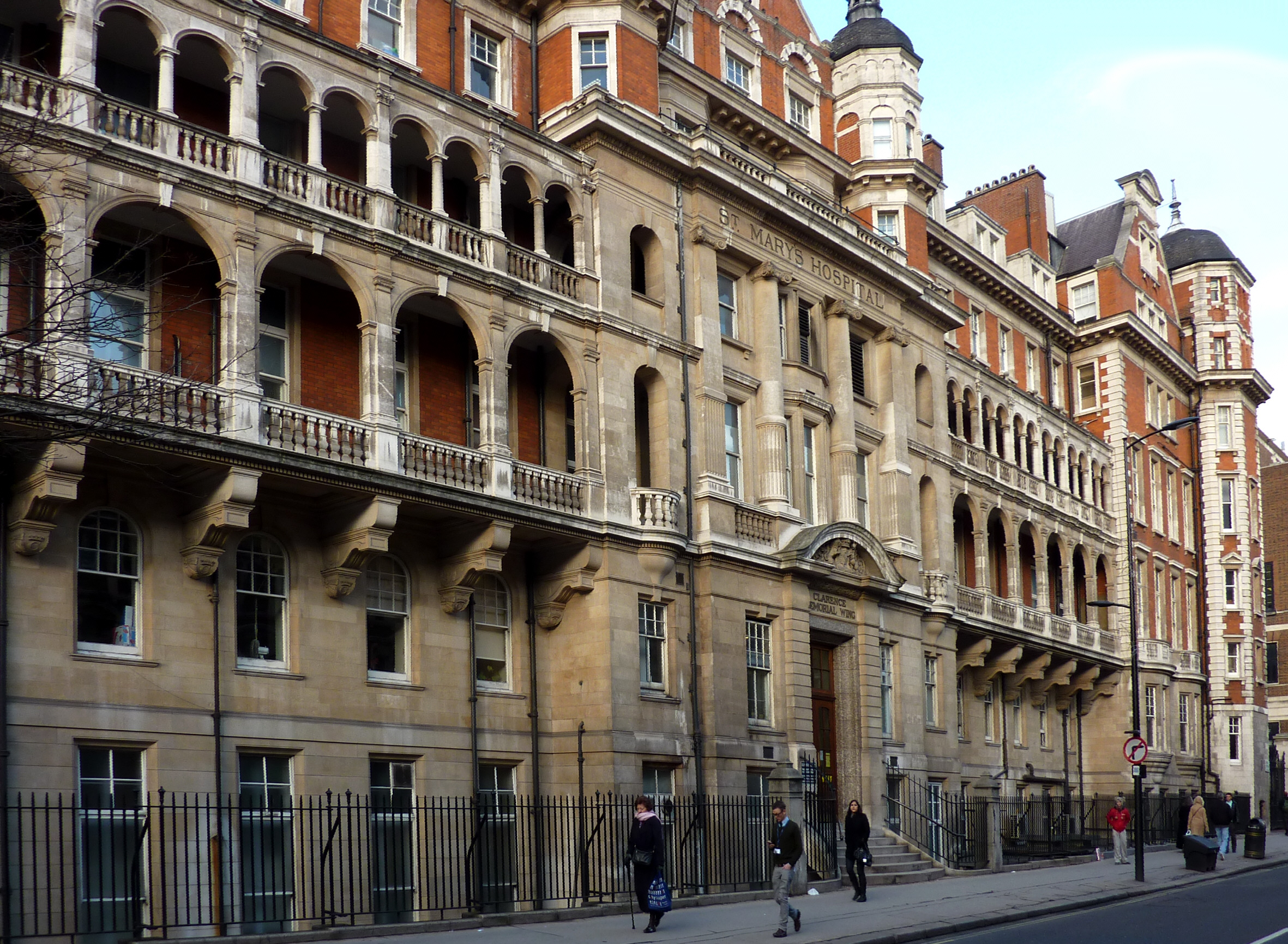
JPR Williams effectue ses études de médecine au St Mary's Hospital.

JPR Williams commence ses premiers cours de médecine à St Mary's début octobre 1967 tout en continuant une pratique sportive régulière. Bien qu'ayant opté pour le rugby plutôt que le tennis, il dispute encore quelques derniers tournois lors de sa première année universitaire. Il participe notamment au premier tournoi professionnel de tennis tenu sur le sol britannique à Bournemouth en avril 1968. Il est éliminé dès le premier tour par l'Australien Bob Howe. En parallèle, il intègre très rapidement l'équipe première de rugby de l'université mais le niveau de jeu produit ne lui paraît pas suffisant pour être sélectionné en équipe nationale. Il décide donc de revenir jouer pour le  Bridgend RFC : il se retrouve donc à faire des aller-retour hebdomadaires en train entre Londres et Bridgend pour disputer les matchs du mercredi après-midi avec le club gallois. Sa stratégie consistant à jouer pour les deux clubs porte ses fruits puisqu'il est retenu à seulement 19 ans pour participer au mois de septembre 1968 à la tournée de l'équipe du pays de Galles en Argentine. Elle s'inscrit juste après la tournée des Lions britanniques et irlandais effectuée de mai à juillet en Afrique du Sud. La fédération galloise ayant décidé de reposer les cadres de son équipe nationale qui ont participé à cette tournée sud-africaine, les matchs internationaux disputés en Argentine ne sont pas comptabilisés comme des sélections. JPR Williams dispute les deux rencontres contre l'équipe d'Argentine qui se soldent par une défaite 5 à 9 et un match nul 9 partout. Lors de la tournée, il fait la connaissance de John Dawes, capitaine de l'équipe, qui lui prodigue de nombreux conseils pour améliorer son jeu. Dawes joue en club avec les London Welsh – les Gallois de Londres – et un vendredi soir d'automne il fait appel à JPR Williams pour un remplacement de dernière minute pour pallier la blessure de Gareth James, leur arrière titulaire. Le jeune arrière gallois accepte la proposition et dispute son premier match avec les London Welsh le lendemain contre les rivaux locaux du Richmond FC. Il cesse dès lors de jouer pour St Mary's et pour Bridgend. Lors de son second match, l'équipe londonienne reçoit le club gallois du Llanelli RFC et JPR Wiliams marque ses premiers points sous le maillot des Exiles : il passe une pénalité près de la ligne médiane en fin de match, obtenant ainsi le match nul pour son équipe.
Le temps consacré au rugby n'empêche pas l'étudiant gallois de réussir correctement sa première année universitaire avec l'obtention de son premier Bachelors of Medicine (MB). En seconde année, l'enseignement est principalement dispensé en salle de dissection ; c'est à cette période qu'il fait la connaissance de sa future femme, Scilla. Tout en continuant à jouer avec les London Welsh, JPR Williams s'attend à obtenir rapidement sa première cape avec l'équipe galloise. Celle-ci ne met pas longtemps à venir : il est retenu le 1er février 1969 dans l'équipe qui dispute le premier match du Tournoi des Cinq Nations contre l'Écosse. La rencontre est dominée par les Gallois qui l'emportent sur le score de 17 à 3 à Murrayfield. Le natif de Bridgend est reconduit pour le reste du Tournoi et dispute intégralement les trois matchs suivants : deux victoires à domicile contre l'Irlande et l'Angleterre et un match nul concédé contre les Français au Parc des Princes. S'il rate le Grand Chelem, JPR Williams remporte là son premier Tournoi et sa première triple couronne. Fort de sa victoire dans le Tournoi, l'équipe galloise part en tournée dans l'hémisphère sud au mois de mai avec en point d'orgue deux test matchs contre l'équipe de Nouvelle-Zélande. JPR Williams est du voyage. Les All Blacks infligent deux lourdes défaites au XV du poireau qui encaisse 52 points contre seulement 12 marqués sur l'ensemble des deux matchs,. Les joueurs gallois se rachètent de cette déconvenue en battant l'Australie 19 à 16 puis les Fidji 31 à 11 sur leur trajet de retour en Europe. L'arrière des London Welsh dispute les deux rencontres et marque un drop contre les Fidjiens, mais ce second match n'est pas comptabilisé comme un test match. En raison de cette tournée, JPR Williams manque quasiment deux mois de cours, et, en dépit de ses efforts pour rattraper le retard pendant tout l'été, il obtient de mauvais résultats aux examens d'automne. Néanmoins, cela ne l'empêche pas d'obtenir son second MB au printemps 1970 et il peut poursuivre ses études avec la formation pratique dans les différents services de l'hôpital St Mary's.
JPR Williams retrouve l'équipe nationale dès le mois de janvier 1970 à l'occasion d'un test match contre les Springboks qui sont en tournée en Europe. La rencontre se solde par un match nul 6 partout. Deux semaines après, les Gallois défendent leur titre dans le Tournoi des Cinq Nations. Ils remportent facilement le premier match face à l'Écosse sur le score de 18 à 9. Puis, ils se déplacent à Twickenham pour y défier les Anglais. JPR Williams est alors désigné tireur de l'équipe en remplacement de Keith Jarrett qui n'est plus dans les plans du sélectionneur Clive Rowlands. Tout comme Gareth Edwards qui le seconde au tir, il n'est pas en réussite puisqu'ils ratent à eux deux six coups de pied, permettant au XV de la rose de mener confortablement au score à la mi-temps. Mais, l'entrée de Ray Hopkins à la 62e en remplacement d'Edwards blessé change la donne : il offre à Williams son premier essai sous le maillot gallois avant d'en inscrire un lui-même, que Williams transforme. Les Gallois s'imposent finalement 17 à 13 avec un dernier drop de Barry John,. Ils sont ensuite battus à Lansdowne Road 14 à 0 par les Irlandais et terminent par une victoire 11 à 6 contre la France grâce notamment à la botte du natif de Bridgend qui marque deux pénalités et une transformation. Finalement, JPR et les siens conservent leur titre mais sans Grand Chelem ni triple couronne.

### Post-carrière
JPR Williams meurt le 8 janvier 2024 à Cardiff,.

## Palmarès

### Rugby à XV
Pendant sa carrière de rugbyman, JPR Williams se construit un très beau palmarès avec l'équipe nationale galloise.

#### En sélection
JPR Williams remporte huit Tournois des Cinq Nations en 1969, 1970, 1971, 1973, 1975, 1976, 1978 et 1979, réalisant trois fois le Grand Chelem en 1971, 1976 et 1978. Il remporte les deux séries de test matches qu'il dispute avec les Lions britanniques et irlandais contre la Nouvelle-Zélande en 1971 et contre l'Afrique du Sud en 1974. La série remportée contre les All Blacks est la seule obtenue de l'histoire, les Lions ayant perdu toutes les autres.
| Édition du Tournoi des Cinq Nations | Rang | Résultats Pays de Galles | Résultats JPR Williams | Matches JPR Williams |
| ----------------------------------- | ---- | ------------------------ | ---------------------- | -------------------- |
| Tournoi 1969                        | 1    | 3 v, 1 n, 0 d            | 3 v, 1 n, 0 d          | 4/4                  |
| Tournoi 1970                        | 1    | 3 v, 0 n, 1 d            | 3 v, 0 n, 1 d          | 4/4                  |
| Tournoi 1971                        | 1    | 4 v, 0 n, 0 d            | 4 v, 0 n, 0 d          | 4/4                  |
| Tournoi 1972                        | –    | 3 v, 0 n, 0 d            | 3 v, 0 n, 0 d          | 3/3                  |
| Tournoi 1973                        | 1    | 2 v, 0 n, 2 d            | 2 v, 0 n, 2 d          | 4/4                  |
| Tournoi 1974                        | 2    | 1 v, 2 n, 1 d            | 1 v, 2 n, 0 d          | 3/4                  |
| Tournoi 1975                        | 1    | 3 v, 0 n, 1 d            | 3 v, 0 n, 1 d          | 4/4                  |
| Tournoi 1976                        | 1    | 4 v, 0 n, 0 d            | 4 v, 0 n, 0 d          | 4/4                  |
| Tournoi 1977                        | 2    | 3 v, 0 n, 1 d            | 3 v, 0 n, 1 d          | 4/4                  |
| Tournoi 1978                        | 1    | 4 v, 0 n, 0 d            | 4 v, 0 n, 0 d          | 4/4                  |
| Tournoi 1979                        | 1    | 3 v, 0 n, 1 d            | 3 v, 0 n, 1 d          | 4/4                  |
| Tournoi 1981                        | 2    | 2 v, 0 n, 2 d            | 1 v, 0 n, 1 d          | 2/4                  |

Légende : v = victoire ; n = match nul ; d = défaite ; la ligne est en gras quand il y a Grand Chelem.

### Tennis
Durant sa courte carrière de joueur de tennis, JPR Williams remporte plusieurs tournois junior dont les principaux sont le Welsh Junior Championships en 1963, le British Junior Championships disputé à Wimbledon en 1966, ainsi que le Canadian Centennial Junior Open à Ottawa la même année.

## Statistiques

### En club
La plupart des statistiques de JPR Williams en club ne sont pas connues. Il est toutefois le cinquième réalisateur de l'histoire des London Welsh avec 649 points marqués lors de son passage avec le club de 1968 à 1976 et il dispute onze rencontres avec les Barbarians de 1969 à 1977 au cours desquelles il marque 50 points.

### Avec l'équipe du pays de Galles
En treize années, JPR Williams dispute 55 matches avec l'équipe du pays de Galles au cours desquels il marque six essais, deux transformations, et trois pénalités (36 points). Il participe notamment à douze Tournois des Cinq Nations. Il est le capitaine du XV du Poireau à cinq reprises en 1978 et 1979.

### Avec les Lions britanniques
JPR Williams participe à deux tournées avec l'équipe des Lions britanniques et irlandais, en 1971 et en 1974 durant lesquelles il dispute 28 rencontres et marque cinq essais, deux transformations, une pénalité et un drop (30 points). En particulier, il joue huit test matches — quatre contre la Nouvelle-Zélande en 1971 et quatre contre l'Afrique du Sud en 1974 — et il marque trois points avec un drop réussi contre les All Blacks.

### Autres sélections
JPR Williams effectue un unique match avec le XV mondial en 1977 lors d'une tournée en Afrique du Sud, rencontre perdue face aux Springboks sur le score de 45 à 24.